# Esplanada do Anicuns
Esplanada do Anicuns é um bairro da cidade brasileira de Goiânia, localizado na região central do município, ao limite com a região oeste.
Os primeiros registros do bairro datam da década de 1950, com algumas ocupações irregulares próximas à Estrada de Ferro da Viação Ferroviária Centro-Oeste e tinha, por nome, Vila Cosmo. As moradias, sem regulação, permaneceram por várias décadas.
Em 2012, segundo relatório publicado pela Secretaria Municipal de Saúde (SMS) da cidade, um trecho da Avenida Anhanguera, presente no bairro, foi considerado o maior ponto de acidentes em Goiânia.
Segundo dados do Instituto Brasileiro de Geografia e Estatística (IBGE), divulgados pela prefeitura, no Censo 2010 a população do bairro Esplanada do Anicuns era de 1 177 pessoas.